# Carlos Castaneda
Carlos Castaneda [sic], cuyo nombre de nacimiento era Carlos César Salvador Arana Castañeda (Cajamarca, Perú; 25 de diciembre de 1925-Los Ángeles, California; 27 de abril de 1998), fue un escritor peruano naturalizado estadounidense, autor de una serie de libros que describirían su entrenamiento en un tipo particular de nahualismo tradicional mesoamericano, al cual él se refería como una forma muy antigua y olvidada. Dichos libros y el propio Castaneda, quien en escasas ocasiones hablaba en público acerca de su obra o de sí mismo, son objeto de mucha controversia.
Sus partidarios afirman que sus libros son veraces en su contenido, o que al menos constituyen obras de valor antropológico. Sus críticos señalan por el contrario que sus libros son una farsa, trabajos de ficción, y que no son verificables como obras de antropología, al contrario de lo que el autor afirmaba. Marvin Harris, De Mille y otros fundamentan errores en cuanto a las tradiciones yaquis, y De Mille muestra varias ocasiones en las cuales las fechas de los libros de Castaneda afirman que estuvo con Don Juan en México, cuando en realidad estaba en la Universidad de California en Los Ángeles.
Dicho antropólogo y escritor aseguraba haberse convertido en un chamán nagual tolteca tras un intenso entrenamiento de modificación de la conciencia y su percepción, que incluía el uso ritual de enteógenos en una primera etapa; a posterior este tipo de sustancias fueron innecesarias, e incluso nocivas, sobre todo para su estómago, según sus propias palabras.
Sus libros, que tienen un carácter sincrético ya que son mezcla de autobiografía, alucinógenos, rituales toltecas, misticismo y religión, han tenido un tremendo éxito de ventas, tanto que hoy en día son traducidos a los más variados idiomas del mundo.
Sus primeros libros están ligados a la psicodelia y la contracultura de fines de los años 60 y 70.

## Biografía
En gran medida porque así él lo quiso con el propósito de "borrar su historia personal", no hay datos uniformes acerca de las fechas y lugares de los hechos de su vida. Es posible que "borrar su historia personal" sea un recurso literario, o un mecanismo para defenderse de las  incongruencias en sus afirmaciones, mostradas por De Mille.

### Su versión
Según lo declarado por él mismo, nació el 25 de diciembre de 1935 en Juqueri, São Paulo, Brasil. Su padre, César Miguel Torres, habría sido un orfebre-relojero. En 1948, la familia se traslada a Lima, donde Carlos se gradúa en el Colegio Nacional Nuestra Señora de Guadalupe. Sostuvo que lo enviaron a un internado en Buenos Aires, Argentina y más tarde a San Francisco, Estados Unidos, a la edad de 15 años. Allá viviría con su familia adoptiva hasta graduarse en la Hollywood High School. En 1951 emigraría a Los Ángeles, California, donde cursaría estudios de antropología en la Universidad de California (UCLA) en Los Ángeles. Entre 1955 y 1959 asiste a varios cursos en el City College de Los Ángeles: literatura, periodismo y psicología, actividad esta última en la que se desarrollaría como ayudante, desgrabando cintas de sesiones terapéuticas.
En 1959 se nacionaliza estadounidense y adopta legalmente el apellido materno 'Castañeda' cambiando la "ñ" por "n" por cuestiones idiomáticas (aunque también se dice que su máquina de escribir no tenía la letra "ñ", cosa que lo hizo firmar sin dicha letra, cambiándola por la "n"). Ese mismo año ingresa en la Universidad de California (UCLA) de Los Ángeles, en donde se gradúa en antropología en 1962. En 1968 publica su primer libro Las enseñanzas de Don Juan, con el cual obtiene el "máster" y en 1973 se le concede el doctorado por su tercer libro Viaje a Ixtlán.
Sus sucesivos libros cuentan sus experiencias con Juan Matus, un hombre de origen yaqui depositario de este antiguo conocimiento del que Castaneda se hizo supuestamente portavoz, un estrecho contacto que se extendió al parecer de 1960 hasta 1973.

### Otras fuentes
Otros[¿quién?] citan distintos datos de lugares, años y fechas:.[cita requerida]
- Según los registros de inmigración estadounidense, nació en Cajamarca, Perú, el 25 de diciembre pero en 1925.[2]
- Que fue hijo de un profesor de literatura, y sobrino de Osvaldo Aranha quien fue presidente de la Asamblea General de la ONU y embajador en los Estados Unidos.[cita requerida]
- Que estudió escultura en Milán, Italia.[3]
- Que fue hijo de un orfebre dueño de una joyería.[cita requerida]
- Que creció en la ciudad andina de Cajamarca, donde realiza sus primeros estudios en la escuela fiscal 91 y luego en el prestigioso colegio San Ramón,[1] trasladándose luego a Lima, donde los completa. Más tarde estudiaría pintura y escultura en la Escuela Nacional de Bellas Artes.[cita requerida]
- Que tuvo una hija llamada Marilyn Castañeda, que vive en la actualidad y que, aún siguiendo el camino del conocimiento, permanece totalmente desvinculada de todo el movimiento creado alrededor de su progenitor.[cita requerida]

Dentro de la confusa y escondida vida de Carlos Castaneda la aparición de Marilyn Castañeda supone un dato más del enrevesado puzle de su existencia. Según las manifestaciones del investigador Coll. F. Bechtell aparecidas en la revista Anthropos, la aparición de una correspondencia del propio Castaneda a su entonces esposa Margaret Runyan clarifica algunos detalles de su existencia. En varias cartas el escritor le confiesa su reencuentro con una hija natural que hasta entonces había permanecido oculta. Su nombre es Marilyn Castañeda.  Carlos reconoce a esta hija como propia en escritos dirigidos a su exmujer y a su hermana Lucy Chávez Arana, pero ni siquiera la nombra en su testamento.
Marilyn Castañeda, según la correspondencia del propio Castaneda nació en el año 1966.
No podía ser hija biológica de Carlos, ya que éste estaba vasectomizado desde antes de 1961 y Carlton Jeremy no era tampoco hijo biológico suyo. Manuel Carballal ni siquiera la nombra en su documentado libro aparecido en 2018.
- Se casó en 1960 con Margaret Runyan,[1] en Tlaquiltenango, México. En agosto del mismo año, la abandonaba por Mary Joan Barker, y en ese verano  presuntamente encontrará a la persona que cambiaría su vida para siempre: Juan Matus.
- Castaneda y Margaret Runyan, aunque ya no vivían juntos, se separarían entonces en 1973; sin embargo, se seguirán frecuentando hasta que Margaret deje Los Ángeles en 1966.
- En 1961 nace Carlton Jeremy Castaneda, que aun cuando no es hijo suyo es aceptado legalmente por Carlos. Dada la supuesta evidencia de no paternidad biológica, Carlton mantiene pleitos actualmente con la asociación oficial Cleargreen, creada por su padre, por la herencia ultramillonaria que le pertenecería.
- La escritora Amy Wallace, hija del escritor Irving Wallace, publica un libro en el que habla de su estrecha relación con Carlos Castaneda.[8] En el libro, lo describe como alguien voluble que tiraniza a sus acólitas, todas mujeres, por simple capricho, y que además tiene relaciones sexuales con todas ellas. Carlos estaba vasectomizado, y además era un consumado fetichista de pies y de sandalias. Su círculo más íntimo, según Amy Wallace, estaba formado por la venezolana Florinda Donner Grau (Regina Thal), Taisha Abelar (antes Anna Marie Carter y originalmente Maryann Simko) y Nury Alexander (Patricia Partin), entre otras. En declaraciones posteriores, Amy Wallace dijo estar convencida de que estas tres mujeres, junto con Talia Bey y Kilie Lundhal, de Cleargreen, pactaron un suicidio colectivo después de la muerte de Carlos. No se sabe nada de ellas desde 1998. En el 2003, se hicieron pruebas de ADN a unos restos humanos encontrados en el Valle de la Muerte. Según la policía, pertenecían a Patricia Partin.[cita requerida]

### Generación de brujos
Carlos Castaneda afirma en sus libros que hereda una tradición de brujería. Esta tradición se basa en una agrupación específica de brujos, la cual tiene como fin obtener la libertad. La agrupación se conforma por un nagual -que actúa como el líder-, un conjunto de brujos catalogados como ensoñadores y otros catalogados como acechadores. Tal organización perpetúa en las generaciones, siguiendo los mandatos del espíritu el grupo anterior selecciona a los integrantes del grupo ulterior, de modo que cada generación busca a un nuevo nagual y a los respectivos ensoñadores y acechadores de tal generación. La generación de Castaneda es una excepción ya que este último no poseía la cantidad de energía necesaria dada su configuración energética -nagual de tres puntas- como para formar un nuevo grupo de brujos. La tradición de brujos se remonta a un linaje de naguales con orígenes en los toltecas, el último nagual es Castaneda, antes que él está Don Juan, el siguiente es el nagual Julián y antes que él está el nagual Elías. Estos naguales son los más mencionados en los libros.

## Obras
Es claro que los libros publicados son su mayor aporte, su obra, ya que los ejercicios de llamados pases mágicos o tensegridad se parecen a ejercicios de artes marciales y no a ejercicios de chamanes o danzantes antiguos. Se afirma que Florinda Donner-Grau presentó a Castaneda con Howard Lee, por lo que Castaneda tuvo acceso a dos practicantes de artes marciales, siendo ellos la fuente probable de los pases mágicos.

### Don Juan Matus
A principios de los años 60, cercano a finalizar sus estudios de antropología en la Universidad de California, viajó al desierto de Sonora, México, para recopilar información sobre los usos medicinales de ciertas plantas psicotrópicas o alucinógenas entre las etnias indígenas.
Según sus libros, en la estación de autobuses de la Greyhound de un pueblo estadounidense fronterizo con México, mediante un antropólogo conocido de Carlos, conoció a un hombre yaqui, a quien en sus libros se refiere con el seudónimo Don Juan Matus, que en menos de un año, y tras frecuentes visitas por parte de Carlos, lo tomó como aprendiz. Don Juan, según Castaneda, era el líder de un grupo de brujos, el último de una larga tradición que era descrita por Don Juan como "Una forma Yaqui de conocimiento", y que según grupos de la nueva era, en realidad estaban basadas en toltecas, aunque el contenido de los libros de Castaneda no coincide con investigaciones de los yaquis, y no es posible comparar con toltecas por ser un pueblo extinto, presentando información contradictoria sobre supuestos toltecas de los cuales presenta intereses y actividades de los cuales Don Juan de Castaneda es la única fuente, y no ha podido ser validado de acuerdo con parámetros científicos o antropológicos. Don Juan le enseña los usos del peyote (en el que reconoce a una entidad a la que llama reverencialmente "Mescalito") como psicotrópico, y también de otros dos enteógenos, que según los comentarios de los libros de Castaneda, contienen sendos aliados: la "hierba del diablo" (Datura inoxia, que por tratarse del desierto de Sonora podría ser en su lugar Datura discolor) y el "humito" (Psilocybe mexicana), teniendo así una sucesión de experiencias que incluyen columnas de luz cantarina, animales y otros seres que serían manifestaciones de poderes que un hombre sabio podría aprender a utilizar. Son éstos, entre otros, conocimientos propios de un legado cultural, pero a pesar de que Don Juan es un hombre yaqui, tanto su "benefactor" como su maestro son oaxaqueños, lo mismo que su compañero Don Genaro, quien incluso declara ser originario de Ixtlán.
En 1968 empieza a publicar sus libros sobre las enseñanzas de Don Juan, que son un éxito instantáneo, aunque no se guardan las notas de campo, siendo uno de los factores que hacen pensar que Don Juan es un recurso literario de Castaneda y no una persona real, ya que no se sigue el criterio antropológico ni marcos de investigación documental, excepto el anexo del primer libro.

### Tensegridad oPases Mágicos
Castaneda era sumamente esquivo y elusivo (no se dejaba fotografiar ni grabar), y muchos se han hecho pasar por sus discípulos o hasta por él mismo.
En 1993, Castaneda anunció los pases mágicos, culminación de las artes hechiceras toltecas, que habrían sido transmitidas de maestro a aprendiz durante generaciones. A esto le llamó Tensegridad (contracción de "tensión" e "integridad") tomando prestado el término de un concepto de diseño estructural del arquitecto e ingeniero estadounidense Richard Buckminster Fuller, y fundó la organización Cleargreen para difundirla, haciendo numerosas apariciones en sus actos. Esto fue una ruptura con respecto a su etapa anterior de aislamiento, y sorprendió a muchos, por no haber mencionado los 'pases mágicos' en sus libros anteriores. Más sorprendente resulta el hecho de que no se hayan encontrado evidencias de este tipo de movimientos entre los indígenas mesoamericanos.
La Tensegridad consiste en una serie de movimientos y respiraciones que para algunos tienen mucha relación con estilos de Kung Fu, que Castaneda pudo haber aprendido de dos fuentes, de un maestro de artes marciales llamado Howard Lee, o gracias a una de sus compañeras Florinda Donner, quien según el sitio mencionado llegó a aparecer en revistas especializadas de karate tal y como aparece en la foto.
Dentro de las disciplinas de Artes Marciales es común encontrar dos tipos de movimiento, de forma y de combate. Las formas se enfocan a demostraciones de la técnica y aspectos mentales, y el combate, a la aplicación de dichas técnicas para enfrentamientos. En este sentido la Tensegridad, surgida a principios de 1980, está enfocada en formas de una disciplina que pudiera ser Kung Fu aunque sin los fundamentos de este arte marcial.

### Publicaciones
Las obras de Castaneda, todas escritas en inglés pese a que él hablaba perfectamente castellano (de hecho, corregía personalmente las traducciones al castellano), son un recuento de la cosmología que Don Juan Matus le inculcó. Escritas en primera persona, se han convertido en clásicos de la literatura espiritual y la Nueva Era.

#### Primera etapa: enseñanzas del lado derecho
- Las enseñanzas de Don Juan  (The Teachings of Don Juan: A Yaqui Way of Knowledge, 1968, que además fue su tesis).
- Una realidad aparte (A Separate Reality, 1971).
- Viaje a Ixtlán (Journey to Ixtlan, 1973): con él obtuvo su doctorado.
- Relatos de poder (Tales Of Power, 1975).

Es en los dos primeros libros donde Castaneda centra su atención en presentar las particularidades del peyote, a quien llamaba Mescalito, considerado por Don Juan como un protector, así como la presencia de aliados en la yerba del diablo (planta del género Datura) y en el humito (hongo del género Psilocybe), plantas que empleaba don Juan como un recurso para obtener lo que Carlos Castaneda llamó "estados de conciencia aumentada". A partir del tercer libro, "Viaje a Ixtlán", replantea el contenido de los mismos para centrarse en alcanzar "otras realidades" sin el uso de ninguna clase de enteógeno. En el cuarto libro, "Relatos de Poder", se narra cómo instó don Juan a Carlos al "salto a lo desconocido", a partir de lo cual sus caminos se separan, lo que dejaría a Castaneda como el heredero de su linaje. En su calidad de nuevo Nagual, Castaneda tuvo la libertad de encontrar a sus propios discípulos. Al mismo tiempo que Carlos salta al abismo, don Genaro y don Juan emprenden el 'viaje definitivo'.
Estos primeros libros tienen una ordenación cronológica precisa, al estilo de un informe o relato antropológico. La mayor parte de los sucesos están datados con fecha e incluso hora. Solo el último libro está situado en el otoño de 1971, sin mucha más precisión, y es el final cronológico de las enseñanzas recibidas a partir de 1960. En Viaje a Ixtlán vuelve a los primeros años de aprendizaje. En esta obra fue donde Richard de Mille descubrió profundas incongruencias cronológicas con los libros anteriores.

#### Segunda etapa: las enseñanzas del lado izquierdo y el linaje de brujos
- El segundo anillo de poder (The Second Ring of Power, 1977)
- El don del águila (The Eagle's Gift', 1981)
- El fuego interno (The Fire From Within, 1984)
- El conocimiento silencioso (The Power of Silence, 1987)
- El arte de ensoñar (The Art of Dreaming, 1993)

En El segundo anillo de poder se narra la conflictiva relación de Carlos con el grupo de aprendices de don Juan, una vez desaparecido éste. De todas formas la estructura narrativa contiene muchos diálogos sobre las enseñanzas del maestro, que de esta manera se halla presente. En El don del águila se produce un hecho transcendental: Carlos y los demás aprendices van recordando palabras de don Juan que tenían totalmente olvidadas; son las enseñanzas del 'lado izquierdo', impartidas en un estado de conciencia acrecentada (heightened awareness), que confiere particular lucidez, pero que se borran de la memoria al volver al estado de conciencia ordinaria. De esta manera don Juan reaparece y la estructura diálogica maestro-discípulo se mantiene en las obras siguientes, si bien hay un cambio: en la primera etapa Carlos se veía compelido a actuar y a afrontar situaciones inconcebibles, a menudo muy peligrosas y terroríficas, con instrucciones previas sumarias (o casi inexistentes) por parte de don Juan y posteriormente hacía numerosas preguntas, sin embargo en esa nueva etapa hay largas y a veces prolijas explicaciones teóricas previas a la experimentación. Es un cambio que ya se perfilaba en Relatos de poder con la explicación detallada sobre el 'tonal' y el 'nagual'.
También hay cambios de ambiente; se abandona el ámbito “indígena” y el desierto de Sonora. Don Juan instruye a sus aprendices en una cómoda y amplia casa del centro de México. Este desplazamiento también se inicia en Relatos de poder, cuando un don Juan elegantemente trajeado se mueve con toda naturalidad por la Ciudad de México.
Las enseñanzas de lado izquierdo se centran en 'la regla del nagual', el 'acecho', el 'ensueño' y el 'intento'. El origen de esta enseñanza es la tradición de los toltecas, que no son entendidos como grupo étnico, sino como poseedores de una saber antiquísmo. Dentro de los practicantes de este saber hay que distinguir los 'antiguos videntes', extinguidos mucho antes de la Conquista española, y los 'nuevos videntes', que retoman esta tradición y dentro de los que se encuadra el 'linaje de brujos' de don Juan. En este linaje se puede contar 27 generaciones, cada una con su correspondiente 'nagual' o guía, caracterizado por una conformación energética particular. Carlos será el último nagual del linaje.

#### Tercera etapa: recapitulación y práctica
- El silencio interno (Silent Knowlegde, 1996): también conocido como "El Libro Púrpura", y que solo fue vendido en los workshops de 'Tensegridad'.
- El lado activo del infinito (The Active Side of Infinity, 1998)
- Pases mágicos (Magical Passes, 1999)
- La rueda del tiempo (The Wheel of Time, 2000)

Después de la gran complejidad conceptual a la que se llega en la segunda etapa, con un conocimiento que parece exclusivo para los miembros del linaje y así y todo muy difícil de lograr, se produce un cambio importante: ahora se difunde un conocimiento más accesible y práctico, basado en los 'pases mágicos', mantenidos en secreto estricto hasta ese momento. Estos movimientos son parte importante de la enseñanza y su origen remonta los antiguos videntes; hasta entonces no había ninguna referencia explícita a ellos en los libros publicados, pero Castaneda justifica su difusión en El silencio interno.
“Antes que nada nos planteamos la pregunta crucial de qué hacer con los pases mágicos: la faceta más pragmática y funcional del conocimiento de don Juan. Decidimos usar los pases mágicos y enseñárselos a quien quisiera aprenderlos. Nuestra decisión de acabar con el sigilo que los rodeaba por un periodo de tiempo indeterminado fue, naturalmente, el corolario de nuestra convicción total de que, en realidad, somos el final del linaje de don Juan. Se volvió inconcebible para nosotros cargar con secretos que ni siquiera son nuestros. Encubrir los pases mágicos con secretos no fue nuestra decisión. Sin embargo, es nuestra decisión terminar con esa condición.”
Esta difusión de los pases, adaptados a la situación actual con el nombre de 'Tensegridad', coincide con la última etapa de Castaneda y su grupo, etapa de proyección pública con numerosos talleres y seminarios. No faltaron críticas acusándolo de oportunismo y de inventar un elemento que no existía simplemente por intereses materiales. Así mismo, se le ha acusado, a él y a su grupo, de hacer una reelaboración de diversas artes marciales y ejercicios de tradición oriental, sin nada que pueda llamarse “tolteca” o propiamente mesoamericano.
El silencio interno supone una primera incursión en el tema, seguido por Pases mágicos, publicado ya póstumamente. La rueda del tiempo, también obra póstuma, es una recopilación de frases de don Juan comentadas. El libro que sigue más fielmente la línea de los anteriores es El lado activo del infinito, el que se recapitula y se reescribe el proceso de enseñanza de los primeros cuatro volúmenes.

## Polémica
La obra de Castaneda ha despertado desde su publicación una gran polémica. Entre otras cosas se le ha acusado, especialmente desde entornos académicos antropológicos, de haber incluido falsedades intencionadas en sus libros haciendo pasar por sucesos reales experiencias totalmente inverosímiles, si bien la consideración de realidad que Castaneda emplea en sus obras es de tal naturaleza que bien podría eludir todos estos cuestionamientos. Con todo y en especial, se ha señalado la falta de acuerdo entre los estudios realizados por antropólogos entre los yaquis y la doctrina que atribuye a don Juan en sus relatos "autobiográficos".
No existe ninguna evidencia de que Don Juan haya existido siquiera. Castaneda no permitió a los antropólogos (ni siquiera a sus excompañeros de la Universidad de California) acceder a sus notas de campo, y tampoco existen fotos o grabaciones. Todo esto resultaría extraño en una verdadera investigación antropológica, cosa que por otro lado no es –ni ha pretendido ser– la obra de Castaneda, pero ha hecho sospechar a muchos que podría tratarse de una mera invención.
Otra consideración distingue las profundas diferencias que existen entre los cuatro primeros libros (hasta Relatos de Poder, incluido) y el resto. Mientras en los primeros se percibe cierta evolución tanto en el enfoque como en los contenidos, el resto de libros han sido considerados por algunos como meros productos comerciales sin ningún viso de autenticidad. Tanto por el hecho de que apenas ahondan en el contenido de los anteriores como la recreación en supuestas experiencias de conciencia acrecentada que en momentos pueden resultar inverosímiles.
Lo mismo se puede decir de la tensegridad. Mientras en los primeros libros Don Juan apenas hace algunas referencias aisladas a la postura de las manos, un modo especial de mirar bizqueando y una peculiar manera de desplazarse llamada marcha de poder, presenta casi al final de su obra una supuesta serie de movimientos corporales y respiraciones enseñadas por Don Juan a él y a tres mujeres de su propia partida.
Muchas personas que conocieron personalmente a Castaneda, como Alejandro Jodorowsky y Timothy Leary, no han revelado una imagen ciertamente positiva de él, mostrándolo básicamente como un advenedizo. Tanto el propio Carlos como sus seguidores afirman que esa confusión es parte del juego del brujo.
Esta confusión no acaba aquí. En ocasiones contaba a un público numeroso formado por seguidores experiencias que habían tenido lugar con Don Juan en determinado lugar y determinada fecha. Como las anécdotas de Castaneda suelen estar fechadas en sus libros con mucha precisión y sus seguidores por lo general conocen su obra casi a la perfección, era habitual que estos preguntaran entonces cómo era posible aquello, ya que según determinado libro, en esas fechas estaba en otro lugar haciendo otra cosa. Castaneda invariablemente respondía que en ese momento, como brujo que es, estaba en dos o más lugares simultáneamente. Este tipo de contradicciones no dejaron de calar entre sus seguidores, que llamaron a estas explicaciones "disonancias cognitivas", no tanto de modo crítico como denotativo.
Parece ser que en este tipo de reuniones también era muy frecuente que Castaneda usara sus dotes tanto para hacer reír hasta las lágrimas a sus seguidores como para hablar de los recursos del yo para fijar un punto de vista e imposibilitar la libertad de percepción -meta última de aquellos que como él pertenecían al linaje de Don Juan-. Castaneda solía presentar las diferentes formas del ego que los asistentes adeptos usaban para hacer referencia a la propuesta de libertad que Don Juan le presentó. Dependiendo del tema que trataba podía ridiculizar las formas de actuar del ego de algún asistente,  incluso imitaba la forma de hablar de algún otro pero también podía reconocer las acciones de aquellos que a sus ojos habían tomado en serio la propuesta de Don Juan.
Aún dando por buena la veracidad esencial del relato de Castaneda, Marvin Harris dedicó un capítulo de su Vacas, cerdos, guerras y brujas (Cows, Pigs, Wars and Witches, 1974) a criticar lo que consideraba un trabajo antropológico de poca calidad, que admite sin crítica el punto de vista emic del sujeto de estudio y no mantiene la objetividad necesaria en un investigador digno de tal nombre. Critica también la ideología de la obra, que vuelve paradójico su éxito entre los rebeldes de la Contracultura. Harris señala: «¿Acaso hay un ejemplo más desolador de tecnocracia que el mago yaqui, para quien los problemas sociales de su pueblo no merecen ni un minuto de atención?» a propósito de un pasaje descrito por Castaneda en el que (según Harris) el chamán yaqui dice que unos niños a los que vieron mendigar jamás podrían ser hombres de saber. Esto sin embargo es incorrecto: era Castaneda quien sugería que los niños que mendigaban carecían de un futuro, en tanto que don Juan afirmaba que esos niños y Carlos tenían las mismas posibilidades de llegar a alcanzar la totalidad de sí mismos.

- ¿Acaso crees que tu riquísimo mundo podría ayudarte a llegar a ser hombre de conocimiento? - [me] preguntó don Juan con leve sarcasmo (...)
- En otras palabras - dijo, sonriendo con franqueza, obviamente al tanto de que yo tenía conciencia de su ardid, - ¿pueden tu libertad y tus oportunidades ayudarte a ser hombre de conocimiento?
-¡No! - dije enfáticamente.
- ¿Entonces cómo pudiste tener lástima a esos niños? - dijo con seriedad. - Cualquiera de ellos podría llegar a ser hombre de conocimiento. Todos los hombres de conocimiento que yo conozco fueron muchachos como esos que viste comiendo sobras y lamiendo las mesas.

De 1976 en adelante se han publicado varios libros que cuestionan el relato de Castaneda, considerándolo una patraña:
Richard de Mille
- Castaneda's Journey: The Power and the Allegory (1976) (en inglés, "El viaje de Castaneda: el poder y la alegoría")
- The Don Juan Papers (1980) (en inglés, "Los papeles de Don Juan"). Afirma que Don Juan nunca existió, entre otras muchas cosas.

Jay Courtney Fikes
- Carlos Castaneda, Academic Opportunism and the Psychedelic Sixties (1993) (en inglés, "Carlos Castaneda, oportunismo académico y los sicodélicos años sesenta"). Sugiere que Don Juan podría haber sido inventado combinando dos o tres auténticos chamanes.

A juicio de Albert Hofmann, Castaneda «es un excelente escritor y conocedor de las culturas indias, pero todos sus libros, que he leído y aprecio, no se basan en una experiencia directa. Quiero decir que Castaneda no experimentó personalmente los efectos de las drogas a las que se refiere, sino que se funda en lo que cuentan otros. Y un lector experto lo capta. En fin, aun siendo sublime, la suya es una experiencia literaria, no científica».
Castaneda solía contraargumentar diciendo que él escribía sobre estados de la mente y la percepción fuera de las convenciones de la conciencia usual y desde un "corpus" de conocimiento tradicional que definía como hechicería, si bien no se corresponde a lo que convencionalmente conocemos como tal. Así pues, su trabajo no es de tipo científico o racional y por lo tanto no puede ser encuadrado en la antropología por más que, incidentalmente, tuviera ese origen. Todo ello no impide que pueda ser riguroso, exhaustivo e incluso pragmático en su elaboración.
La autenticidad del personaje de don Juan y de las peripecias relatadas en los libros pasa a ser una cuestión secundaria si se considera exclusivamente el valor literario de la obra de Castaneda.  Hay que recordar que, según Castaneda, un guerrero no cree en nada y no da nada por cierto, por lo que es posible que en verdad sus relatos sean ficticios y tengan el único propósito de transmitir estas enseñanzas. Es cometido del lector evaluarlas y decidir o no adoptarlas.
Manuel Carballal
- La vida secreta de Carlos Castaneda: Antropólogo, brujo, espía, profeta. El Ojo Crítico (2018)

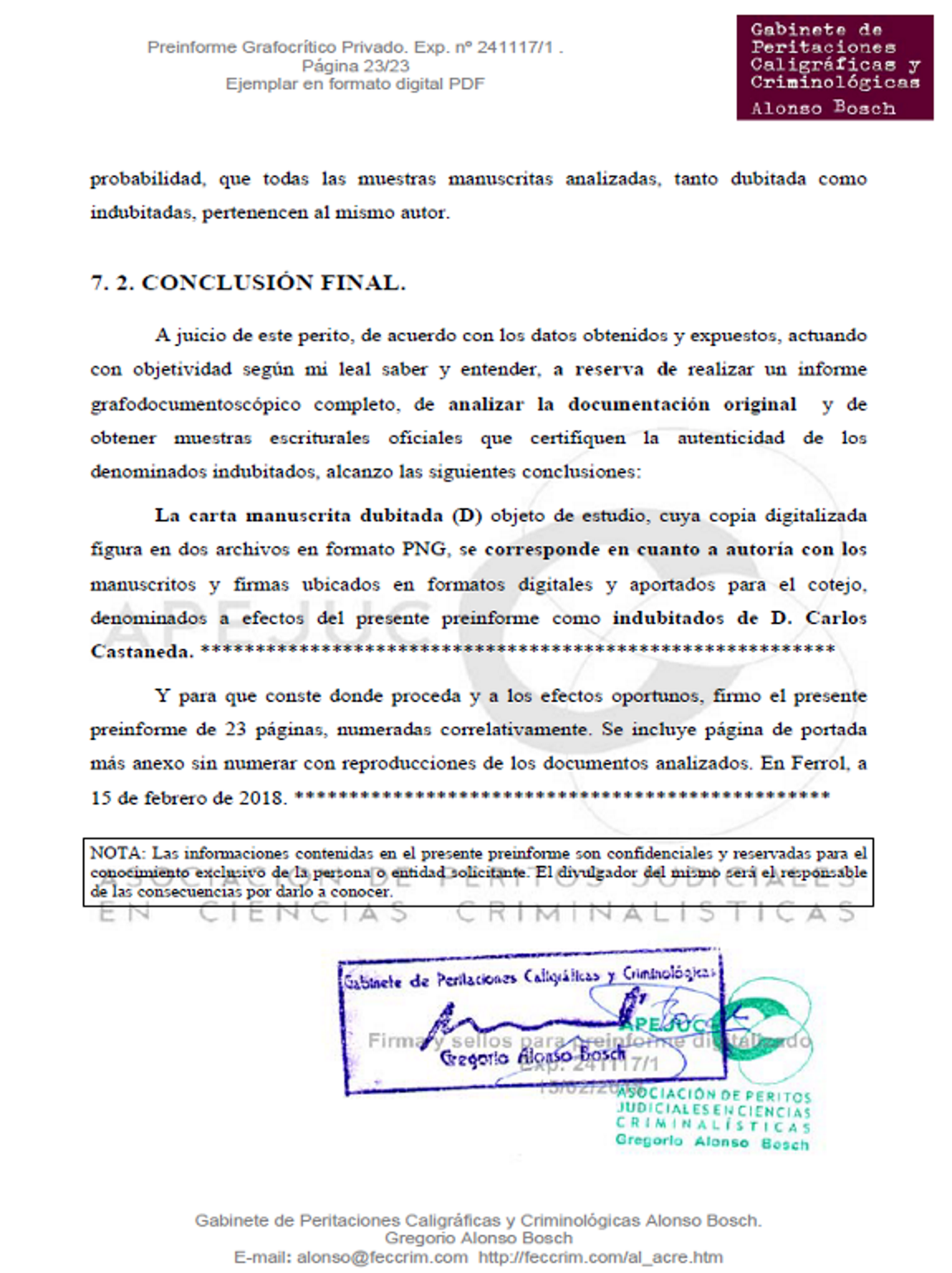
Pericia caligráfica que demuestra la identidad de Castaneda.

Manuel Carballal, quien llegó a conocer a Castaneda en sus últimos años, realiza en esta obra la más completa y documentada reconstrucción de la biografía de Carlos Castaneda, desde su acta de nacimiento (confirmada en la Cajamarca de 1925), hasta su muerte por cáncer en Los Ángeles (ocultada por sus seguidores, pero desvelada a la prensa tras la demanda que presentaron sus herederos (incluyendo su única hija biológica, abandonada en Perú).
Tras reconstruir sus primeros años en su país natal y su marcha a los EE. UU., el investigador analiza críticamente cómo nace la figura de Don Juan Matus: un trabajo de campo universitario durante sus estudios en la UCLA, que tras la insistencia de Michael Korda, el editor de Simon & Schuster, es ampliado más y más, amalgamando en un único brujo yaqui las palabras de al menos una docena de chamanes de diferentes tribus (atribuyendo por ejemplo el uso ritual del peyote de los huicholes con los yaquis, que eran ajenos a su existencia), y otras ideas de influencia completamente foránea. El resultado es una filosofía que aunque basada en elementos tomados realmente del folclore del noroeste mexicano, en conjunto es creación última de Castaneda y de sus editores.
Tras el éxito de los libros, Castaneda se ve rodeado de una fama inesperada, y congrega a seguidores, desde gurús, sus "brujas", hasta adeptos que aceptaban prácticas de carácter sectario, llegando a ser el centro de una auténtica religión, el neonahualismo tolteca, consecuencia no buscada de sus libros y de su magnética figura, pero aceptada finalmente por su propio líder. En sus últimas dos décadas Castaneda manejó grupos de seguidores por todo el mundo, controlando una verdadera multinacional llamada Cleargreen basada en los derechos de su libros y los cursos que se hacían con su autorización, mientras trataba de borrar las huellas de su pasado y la realidad tras la creación de Don Juan Matus.
Carballal en suma se acerca a la figura del gurú sin participar del entusiasmo del creyente, pero sin caer en el simple negacionismo, no dando por sentado certezas asumidas ni inferir de la falta de datos la inexistencia de los mismos.

## Autores relacionados
Una consecuencia directa del éxito de Castaneda es la aparición de autores que dicen manejar información de los yaquis o de nagualismo, pero dicha información adolece de los mismos problemas de verificabilidad de Castaneda.
Otros muchos autores han abogado a favor del autor o han sido directamente influidos por sus planteamientos, incluso poniendo en práctica sus enseñanzas. Es el caso de Víctor Sánchez, que en Las Enseñanzas de Don Carlos (1998) elabora experiencias y realiza talleres vivenciales con metodologías de trabajo supuestamente basadas en las referencias pragmáticas de los libros de Castaneda.
Algunos autores como Domingo Delgado Solorzáno, realizan escritos que están relacionados con nahualismo pero que igualmente carecen de verificabilidad, marco de referencia e inclusive usan por lo general ediciones de autor o editoriales fantasmas, siendo Solórzano un ejemplo con El Nahual de Cinco Puntas, edición de autor, Michoacán, México (2004); y otro el brasileño Luis Carlos de Morais Junior, con el libro Carlos Castaneda e a Fresta entre os Mundos
Vislumbres da Filosofía Ānahuacah no Século XXI (2012).
Sus compañeras Taisha Abelar y Florinda Donner-Grau, discípulas también de don Juan Matus, han escrito varios libros sobre su aprendizaje. Su otra compañera se llama Carol Tiggs.
Otros autores relacionados con Castaneda son Bernard Dubant y Michel Marguerie, ambos de nacionalidad francesa, quienes en 1988 publicaron un libro de ensayos donde hacen un repaso de los puntos que consideran más relevantes de la primera tetralogía y el primer libro de la siguiente (el Don del Águila), intentando clarificar y apoyar tales ideas a partir de la revisión de otras fuentes y tradiciones místicas. Este libro es “Castaneda. Un salto a lo desconocido”. En 1990 Bernard Dubant escribe un segundo libro sobre la misma temática titulado “Castaneda. El Retorno al Espíritu”, abarcando también en su argumentación algunos pasajes de “El Fuego Interno y El conocimiento Silencioso”.

## Posibles fuentes y generalidad
Parte del problema que presenta el material de los libros es la calidad y estilo variables entre uno y otro, aunque hay hechos que hacen pensar que las fuentes son otras. Por ejemplo, el primer libro, Las enseñanzas de don Juan, usa la metáfora "camino con corazón", pero el término y el contexto son casi idénticos a lo escrito por el samurái Miyamoto Musashi en El libro de los cinco anillos, donde se habla literalmente de «camino del guerrero» y se expone que debe llevarse hasta el final.
Hay comentarios sobre casos de plagio en el libro Shabono de Florinda Donner-Grau, sobre reproducción textual de pasajes enteros de terceras personas, y Taisha Abelar usa conceptos no verificables y sesgados, como el consejo de respirar por la vagina.
Debido a la diferente calidad entre los escritos, generalizaciones mayores y probables plagios deben tomarse precauciones ante la posibilidad de que el material literario sea un compendio. Defender uno o dos puntos aislados no puede ser en ningún caso defender el conjunto.